# 비포 뉴 이어
《비포 뉴 이어》(영어: 200 Cigarettes)는 1999년 개봉한 미국의 코미디 영화이다.
평단으로부터 대체로 부정 평가를 받았다.

## 줄거리
1981년 새해 전야에 모니카가 뉴욕에서 연 성대한 파티에 다양한 사람들이 모여든다.

## 출연진
- 벤 애플렉 - 바텐더 역
- 케이시 애플렉 - 톰 역
- 데이브 셔펠 - 디스코 테마로 꾸민 택시의 기사 역
- 엘비스 코스텔로 - 본인 역
- 기예르모 디아스 - 데이브 역
- 앤절라 페더스톤 - 케이틀린 역: 브리짓의 친구.
- 저닌 거로펄로 - 엘리 역: 케빈의 전 여자친구.
- 개비 호프먼 - 스테피 역: 밸의 친구.
- 케이트 허드슨 - 신디 역: 잭의 데이트.
- 캐서린 켈너 - 힐러리 역: 모니카의 친구.
- 코트니 러브 - 루시 역
- 브라이언 매카디 - 에릭 역: 브리짓의 남자친구이자 모니카의 전 남자친구.
- 제이 모어 - 잭 역
- 니콜 아리 파커 - 브리짓 역
- 마사 플림프턴 - 모니카 역
- 크리스티나 리치 - 밸 역: 모니카의 사촌.
- 폴 러드 - 케빈 역: 루시의 절친.